# Línguas peáricas
As línguas Peáricas são um dos três grupos do ramo oriental Mon–Khmer da família linguística austro-asiática, os outros sendo as línguas bahrânicas (subdivididas em bahrânico do oeste, do norte e do sul), as katuicas e as peáricas propriamente, composto de cinco línguas (Suoy/So'ong, Samrê, Pear/Por, Somray, Saoch/Cu'ung) ameaçadas de extinção faladas pelo povo Pear (os Por, os Samré, Samray, Suoy e os Chong) que vive no oeste do Camboja e no sudeste da Tailândia. Possuem aproximadamente 1650 falantes no total, notadamente bem menos do que os demais grupos do mesmo ramo, cujos falantes ultrapassam 100.000 indivíduos (as línguas bahnáricas, por exemplo, são faladas por mais de 700.000 pessoas ao longo do Vietnã, Camboja e Laos) .
As línguas Peáricas são os últimos representantes das línguas indígenas do Camboja, cujos números têm diminuído em decorrência da assimilação cultural pela maioria Khmer. Seu nome deriva de uma das línguas, a 'Pear' ou 'Por' (ព័រ em Khmer). No Camboja, "pear" é um termo pejorativo que significa escravo ou casta.

## Classificação
Comumente são divididas em cinco de acordo com sua geolocalização e etnia, segundo Bourdier: na Província de Pursat e Koh Kong tem-se o povo Chong com o Pear de Siam e o povo Samrê com o Samrê de Siem Riap. Em Kompong Thom estendendo-se até as Montanhas Cardamomo se tem o povo Pear com cerca de 1440 indivíduos falantes do Pear do leste e o Pear do oeste e em Kampot e também na região do Cardamomo o grupo Saoch com sua língua Saoch com aproximadamente 35 famílias/175 indivíduos falantes.
Outro autor, Paul Sidwell propôs a seguinte classificação das línguas Peáricas (Sidwell 2009:137), sintetizando as análises de Headley (1985), Choosri (2002), Martin (1974) e Peiros (2004) Ele divide o Peárico em dois principais ramos (Pear e Chong), com Chong sendo dividido em quatro grupos.
- Pear de Kompong Thom (Baradat ms.)
- Chong
  - Do sul
    - Suoi de Kampong Speu (Pannetier ms., Baradat ms.)
    - Saoch, dois dialetos: 
      - Chung do Camboja - Phum Veal Renh, Distrito de Prey Nob em Kampong Som (Isara Chooseri 2007), (Pannetier ms.)
      - Chung da Tailândia - Kanchanaburi (Isara Chooseri 2007)

  - Ocidental (Chong)
    - Chong de Chantaburi (Baradat ms.)
    - (Ramo)
      - Chong həəp (Martin, 1974)
      - Khlong Phlu Chong (Siripen Ungsitibonporn De 2001)

    - (Ramo)
      - Chong lɔɔ (Martin, 1974)
      - Wang Kraphrae Chong (Siripen Ungsitibonporn De 2001)
      - Chong (Huffman, De 1983)

  - Central (Samre)
    - Samre de Pursat
    - Samre (Pornsawan Ploykaew De 2001)
    - Chong (Baradat ms.)
    - Kasong (Noppawan Thongkham 2003), historicamente chamado de Chong de Trat (Pannetier ms., Isarangura 1935)

  - Do norte (Somray)
    - Somray de Battambang (Baradat ms.)
    - Somre de Siem Reap [extinto] (Moura 1883)

## Descrição linguística

### Fonologia
O inventário reconstruído para o proto-peárico:
|                      |              | labial | alveolar | palato- alveolar | velar | glotal |
| -------------------- | ------------ | ------ | -------- | ---------------- | ----- | ------ |
| Consoante obstruente | [- contínua] | *p     | *t, (*d) | *č, (*ʤ)         | *k    |        |
| Consoante obstruente | [+ contínua] |        | *s       |                  |       | *h     |
| Nasal                | Nasal        | *m     | *n       | *ɲ               | *ŋ    |        |
| Lateral              | Lateral      |        | *l       |                  |       |        |
| Vibrante             | Vibrante     |        | *r       |                  |       |        |
| Semivogal            | Semivogal    | *w     |          | *y               |       |        |
- Também se foi reconstruído grupos iniciais complicados como ataque silábico /*ph, *th, *čh, *kh/, /*pr, *tr, *kr, *sr/, /*pl, *tl, *sl/, /*tm, *km/, /*tn, *kn/, /*tm, *km/, /*tŋ, *čŋ, *sŋ/, /*kd, *sk/ y posiblemente /*ps/.
- Alguns dos sons anteriores somente podem aparecer ao final da palavra /*-ɲ, *-ŋ, *-y, *-w/ enquanto que /*s-, *h-/ somente podem aparecer no início (embora existam dúvidas sobre a possível existência do grupo /*ps/).

### Comparação léxica
Os numerais comparados de diferentes línguas peáricas são:
| GLOSA | Ocidental | Ocidental | Ocidental | Ocidental | Oriental  | PROTO- PEÁRICO |
| GLOSA | Chong     | Samre     | Somray    | Suoy      | Pear      | PROTO- PEÁRICO |
| ----- | --------- | --------- | --------- | --------- | --------- | -------------- |
| 1     | mo̤ːʔj     | mo̤ːj      | mṳːj      | muːj      | muəj      | *muəj          |
| 2     | pʰa̤ːʔj    | pa̤ːr      | pa̤ːr      | par       | piər̃      | *paːr          |
| 3     | pʰeːʔw    | pʰeːʔ     | pʰa̤j      | pʰeˀj     | paj       | *phaj          |
| 4     | pʰoːʔn    | pʰo̤ːn     | pʰo̤ːn     | pʰɔun     | paon      | *phoːn         |
| 5     | pʰram     | pram      | pram      | pʰram     | prăm      | *phram         |
| 6     | katɔːŋ    | krɔːŋ     | kruːŋ     | kʰdaːŋ    | prăm muəj | *kadoːŋ        |
| 7     | kanṳːj    | kənuːl    | kʰnuːl    | kʰnuːl    | prăm piər̃ | *khənuːl       |
| 8     | katiː     | kətej     | kətiː     | kratej    | prăm paj  | *kratiː        |
| 9     | kacha̤ːj   | kənsaːr   | kɤnsaːr   | kansar    | prăm paon | *kənsaːr       |
| 10    | ra̤ːj      | raːj      | raːj      | raːj      | (dɑp)     | *raːj          |
A forma do suoy para '10' (de forma igual às outras, parcialmente, anteriores a 5) é um empréstimo do cambojano.